# فارر (میزوری)
فارر (به انگلیسی: Farrar) یک منطقهٔ مسکونی در ایالات متحده آمریکا است که در شهرستان پری، میزوری واقع شده‌است. فارر ۳٫۲۶ کیلومتر مربع مساحت و ۶۵ نفر جمعیت دارد و ۱۷۹ متر بالاتر از سطح دریا واقع شده‌است.